# Новая Деревня (Ясногорский район)
Новая Деревня — упразднённая деревня в Ясногорском районе Тульской области.

## География
Деревня была расположена на севере области на берегу реки Беспута.

## История
Точная дата основания деревни неизвестна. В метрических книгах Каширского уезда 1870—1909 годов не упоминается. По одной из версий была основана зажиточными крестьянами.
Существовала вплоть до 1965 года, когда всё население деревни (к тому времени порядка 10 домов) было расселено по соседним поселениям. Большая часть семей обосновались в деревне Башино.

## Население
В Новой деревне в начале XX века (1915—1916 годы) насчитывалось 26 дворов, проживали 88 мужчин и 108 женщин.

## Известные уроженцы, жители
- Бобков, Евгений Иванович (1924—2012) — советский хозяйственный, государственный и политический деятель, доктор технических наук, профессор.

## Инфраструктура
Основа экономики — сельское хозяйство .